# キューポラ (建築)

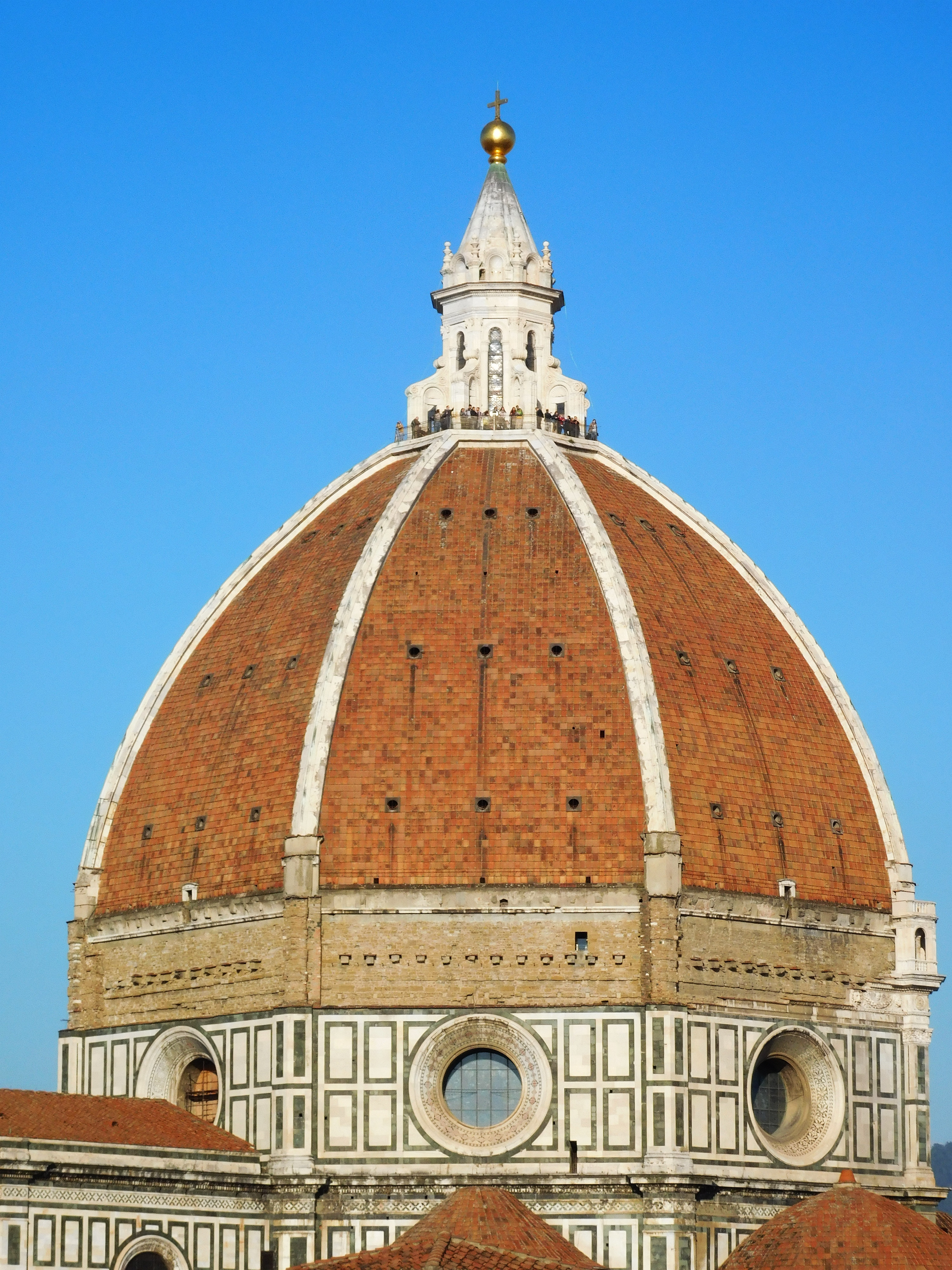
赤いドームの上に白いキューポラがある。
イタリア, サンタ・マリア・デル・フィオーレ大聖堂

建築におけるキューポラ（英: Cupola、[ˈkjuːpələ]、円頂塔）は、建築物の上にある比較的小さい、ドームのような構造物である。大抵は建築物の屋根またはドームの上に冠のように乗っている。キューポラは明り取りや換気口、展望台として機能する。鐘が設置されて鐘楼として機能する場合もある。明り取り用のキューポラはルーフ・ランターン（Roof lantern）という呼び名もある。
この単語は「小さな杯 cupa」を意味する低ラテン語の「cupola」（元はギリシャ語のκύπελλον kupellonから古典ラテン語cupela）由来（イタリア語経由）であり、逆さまの杯に似たヴォールトを示す。
キューポラは古代ローマ建築で見られる明り取り（オクルス）がルネサンス期に装飾建築として発展したものであるが、北ヨーロッパの気候では風雨の侵入を防ぐ覆いが必要であった。インドの建築で見られるチャットリはより大きな構造物の頂部で使われる時はキューポラの定義に一致する。
キューポラはそれ自体で小さな建物として存在しており、より大きな建築物の上部に設置される。他の事例では、尖塔や塔、タレット（小塔）の上に冠されることもある。農家の納屋は換気用のキューポラを持つことが多い。

## ギャラリー

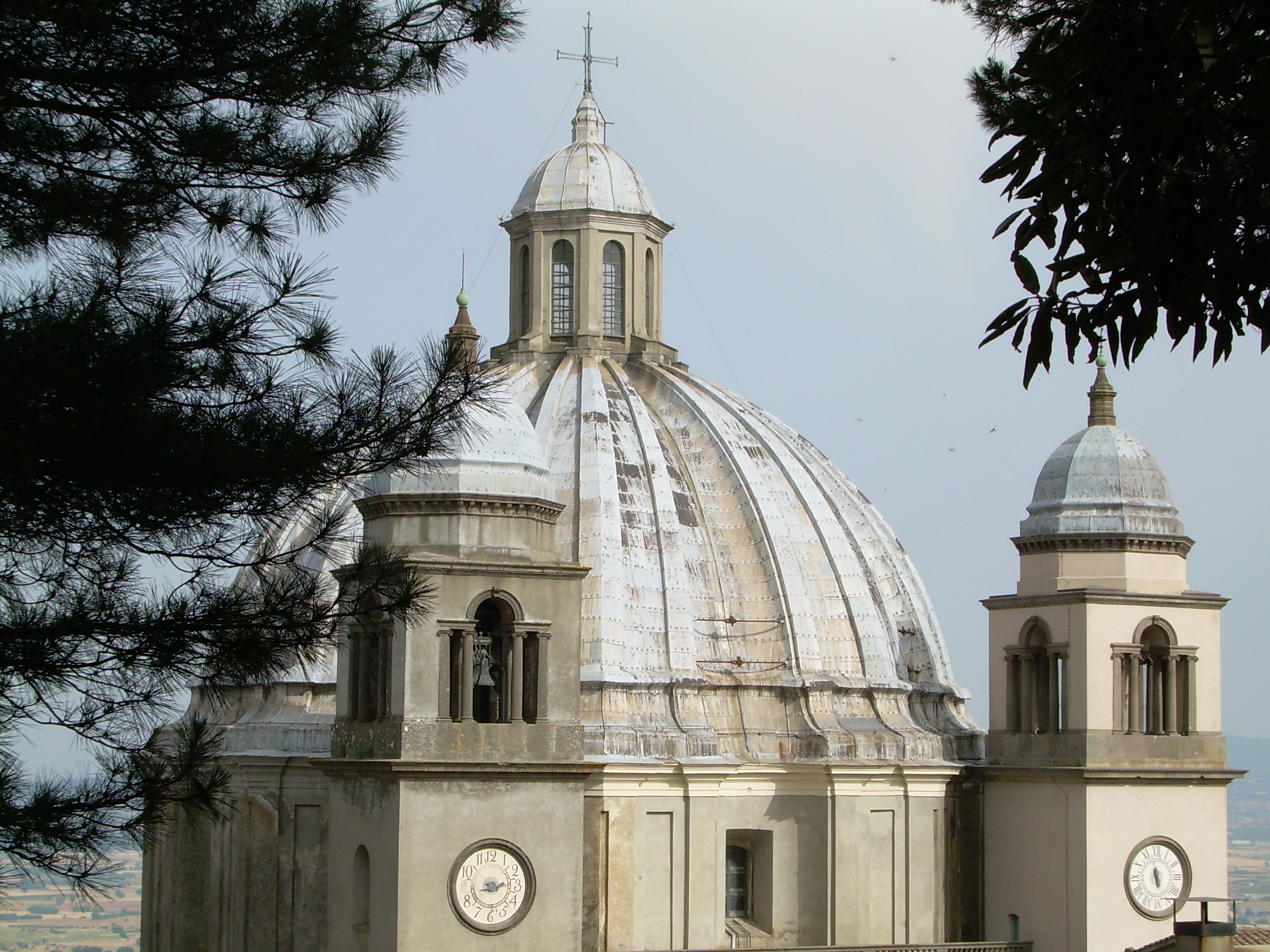
ドームの上のキューポラ モンテフィアスコーネの大聖堂（英語版）（イタリア）
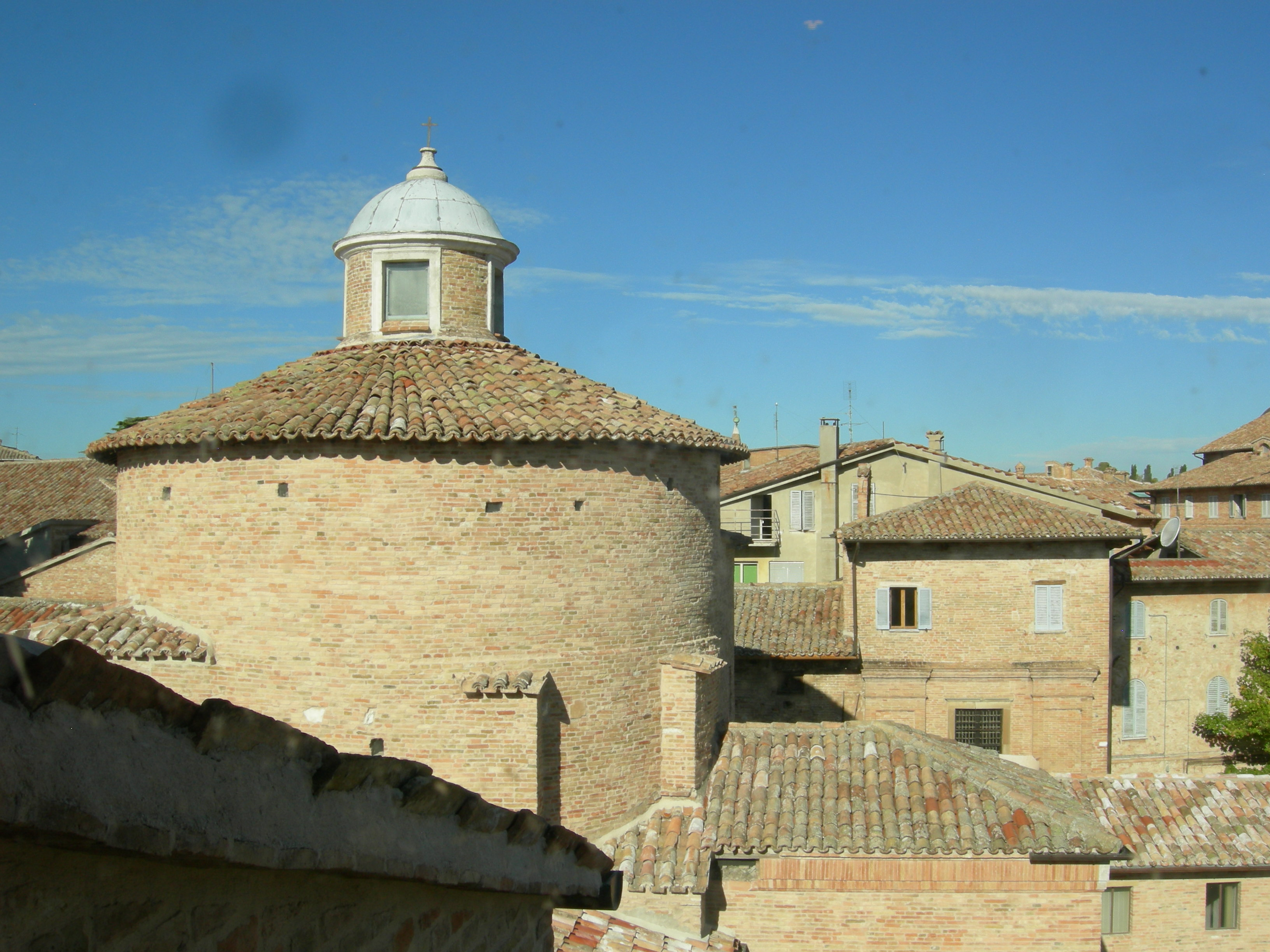
屋根の上のキューポラ サンタキアラ修道院（イタリア）
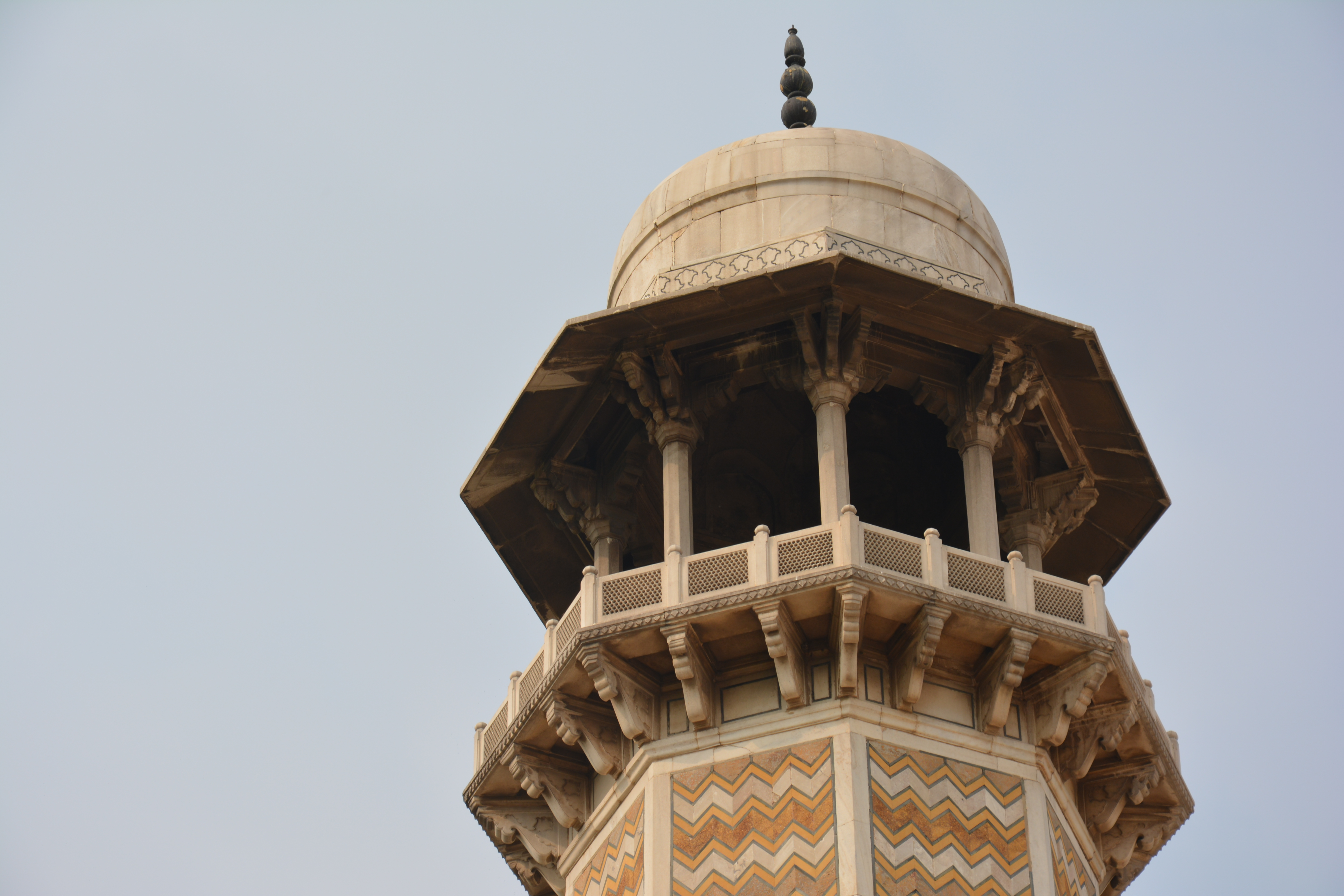
ミナレットの頂上の白い大理石模様のキューポラ ジャハーンギール廟（パキスタン）
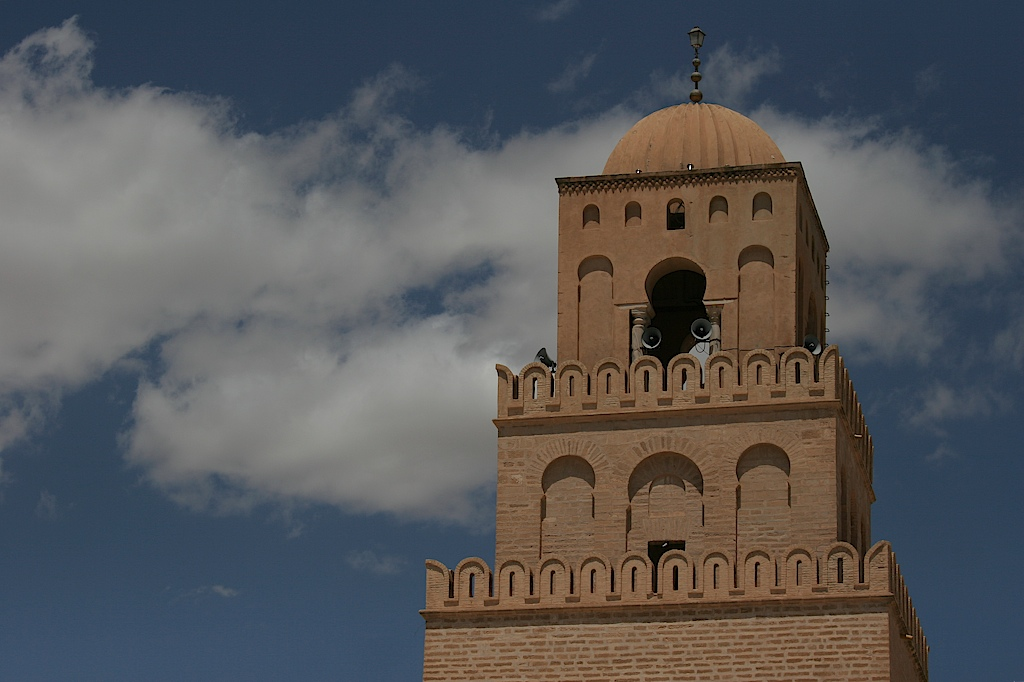
ミナレットの頂上のキューポラ ケルアンの大モスク（英語版）（チュニジア）
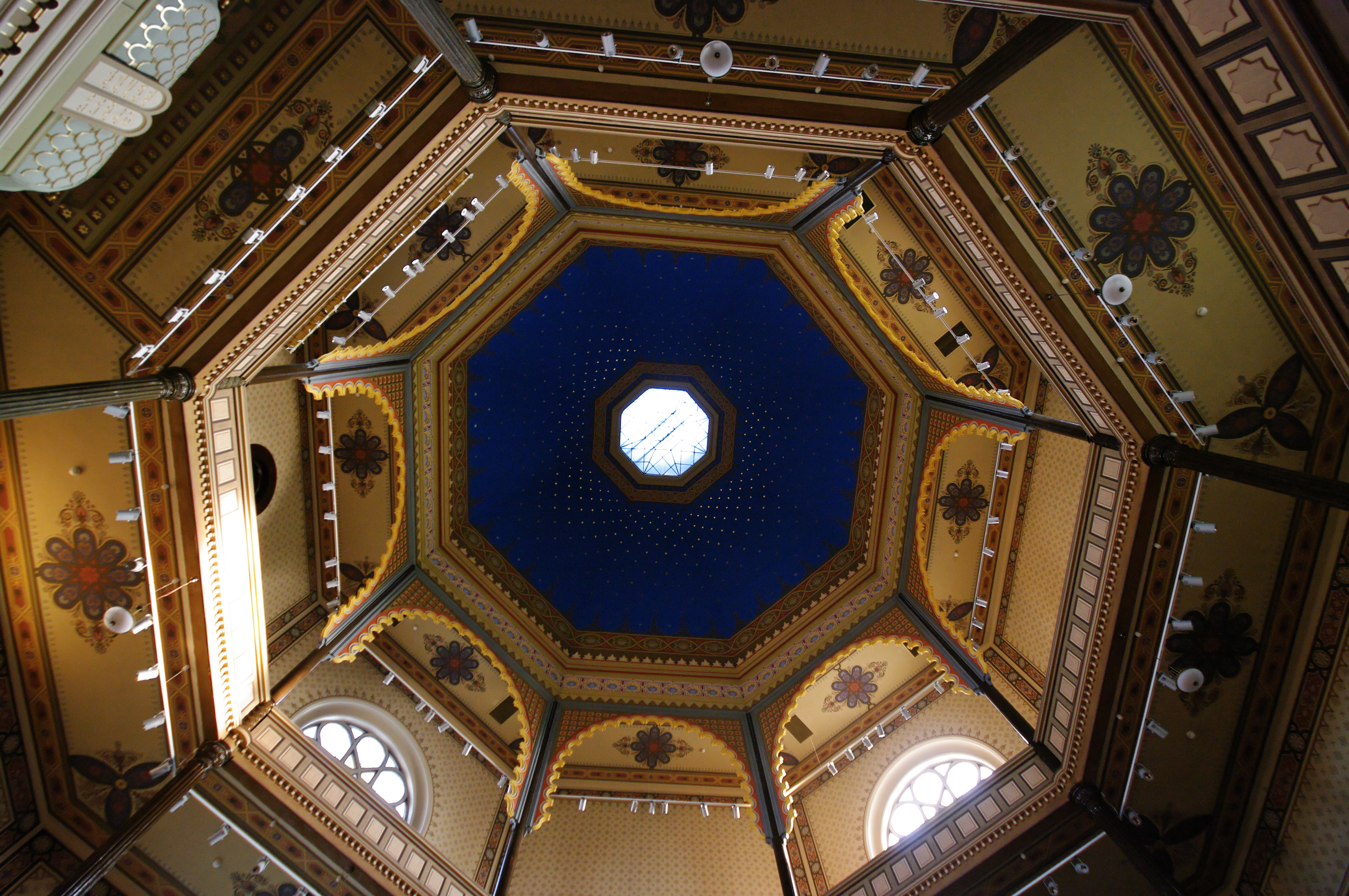
明り取りとして機能するキューポラ ジェールのシナゴーグ（ハンガリー）
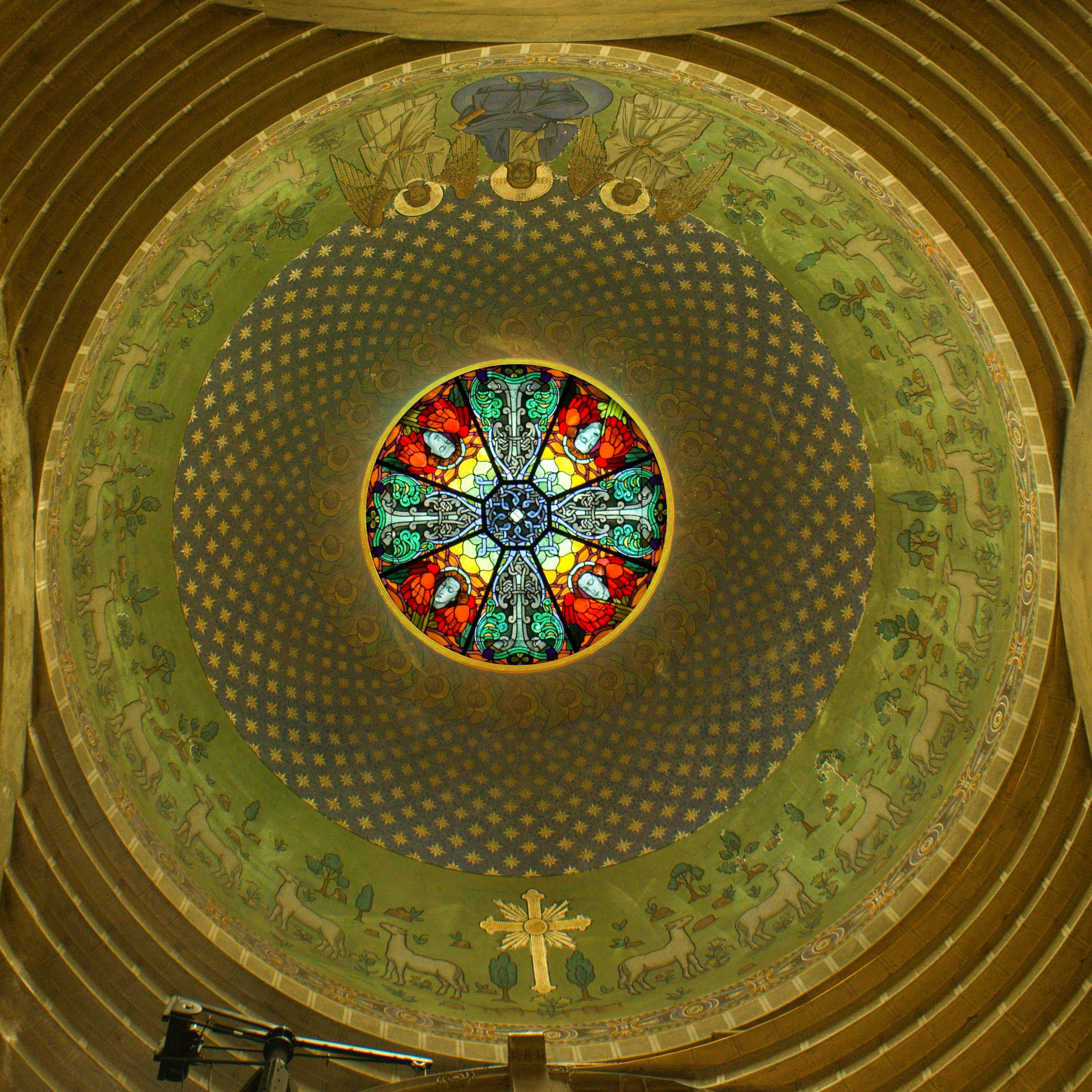
ステンドグラスが付けられたキューポラ アルメニア大聖堂（ウクライナ）
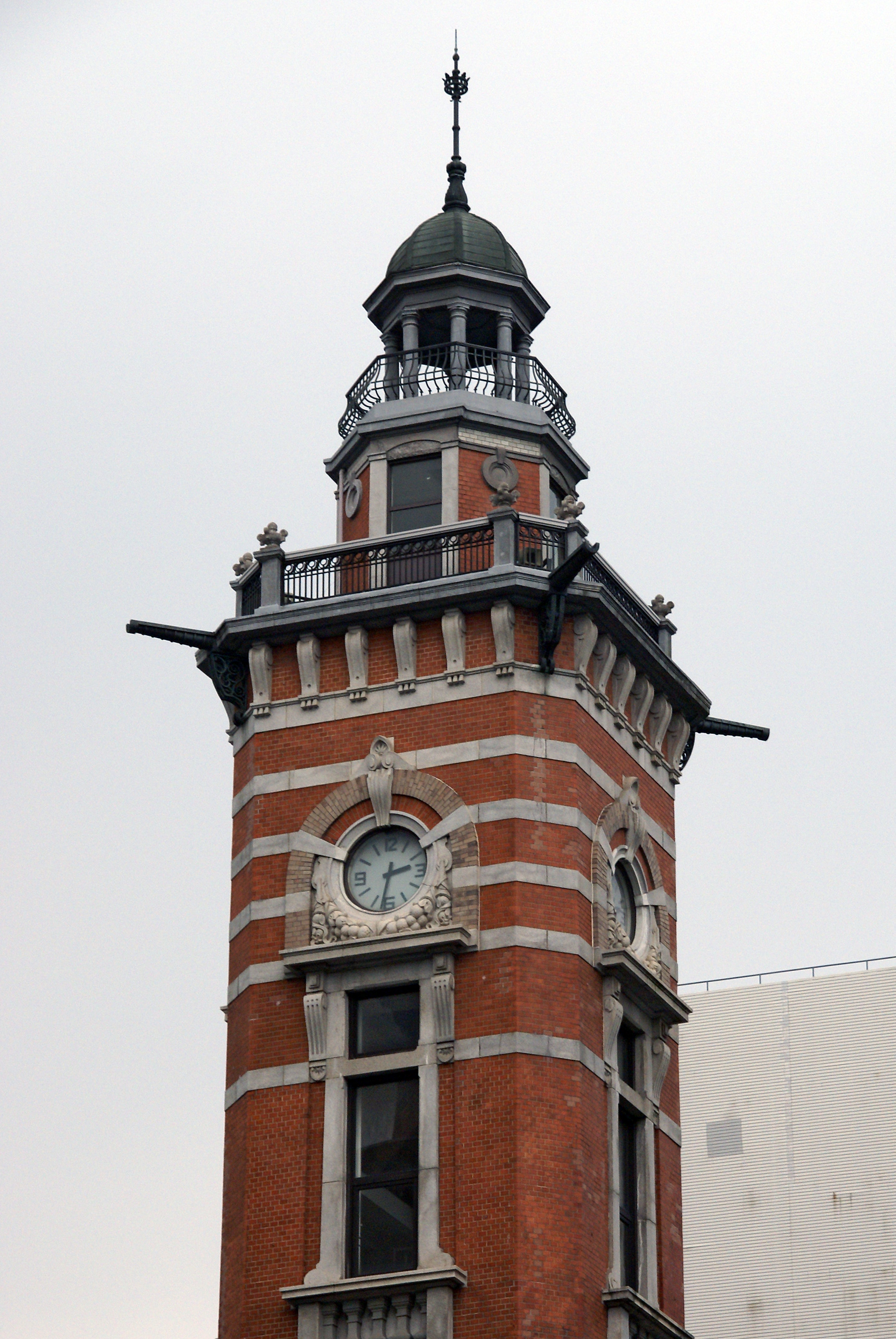
尖塔の上のキューポラ 横浜市開港記念会館（神奈川県）
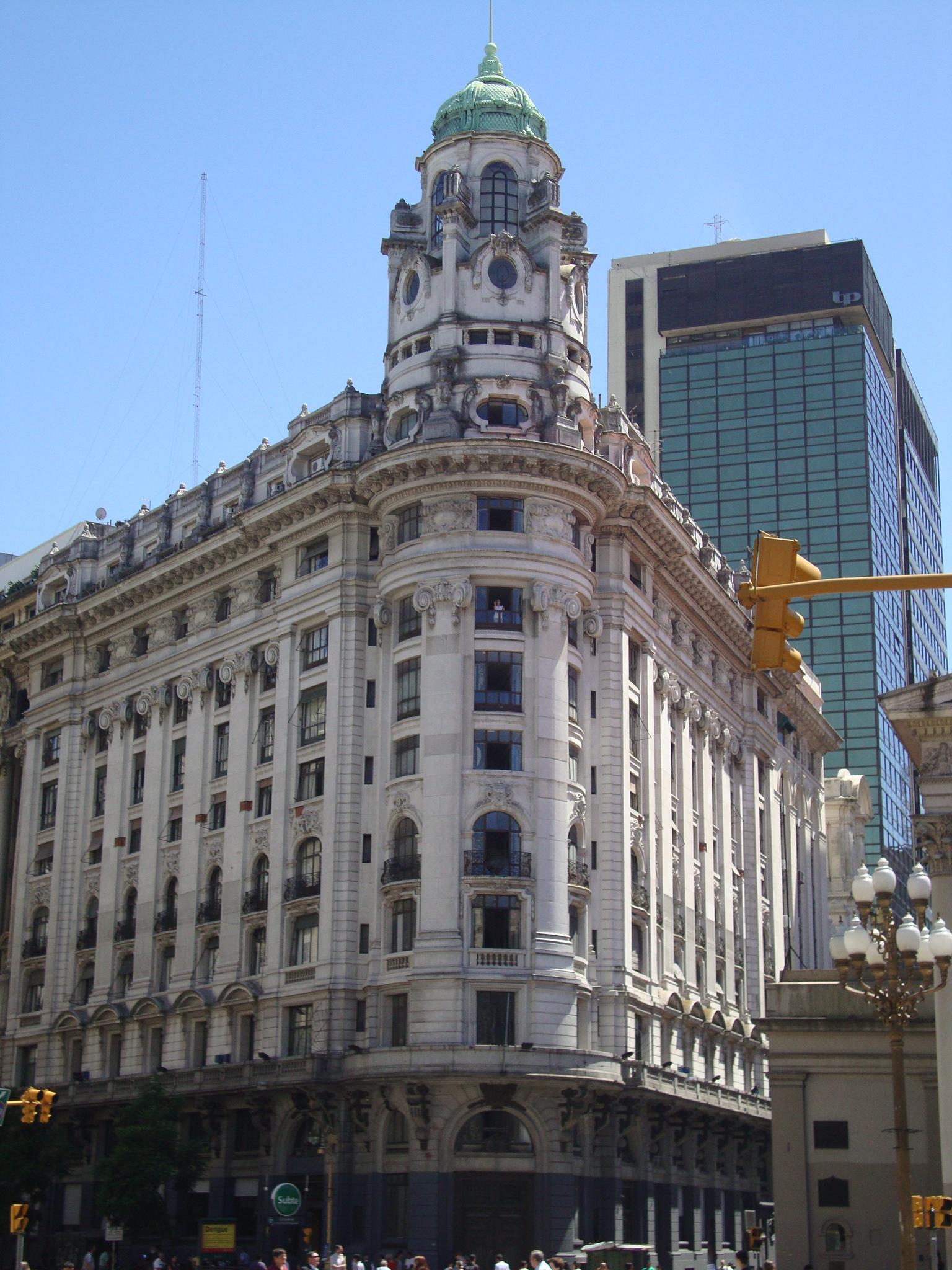
尖塔の上のキューポラ ブエノスアイレスの銀行（アルゼンチン）
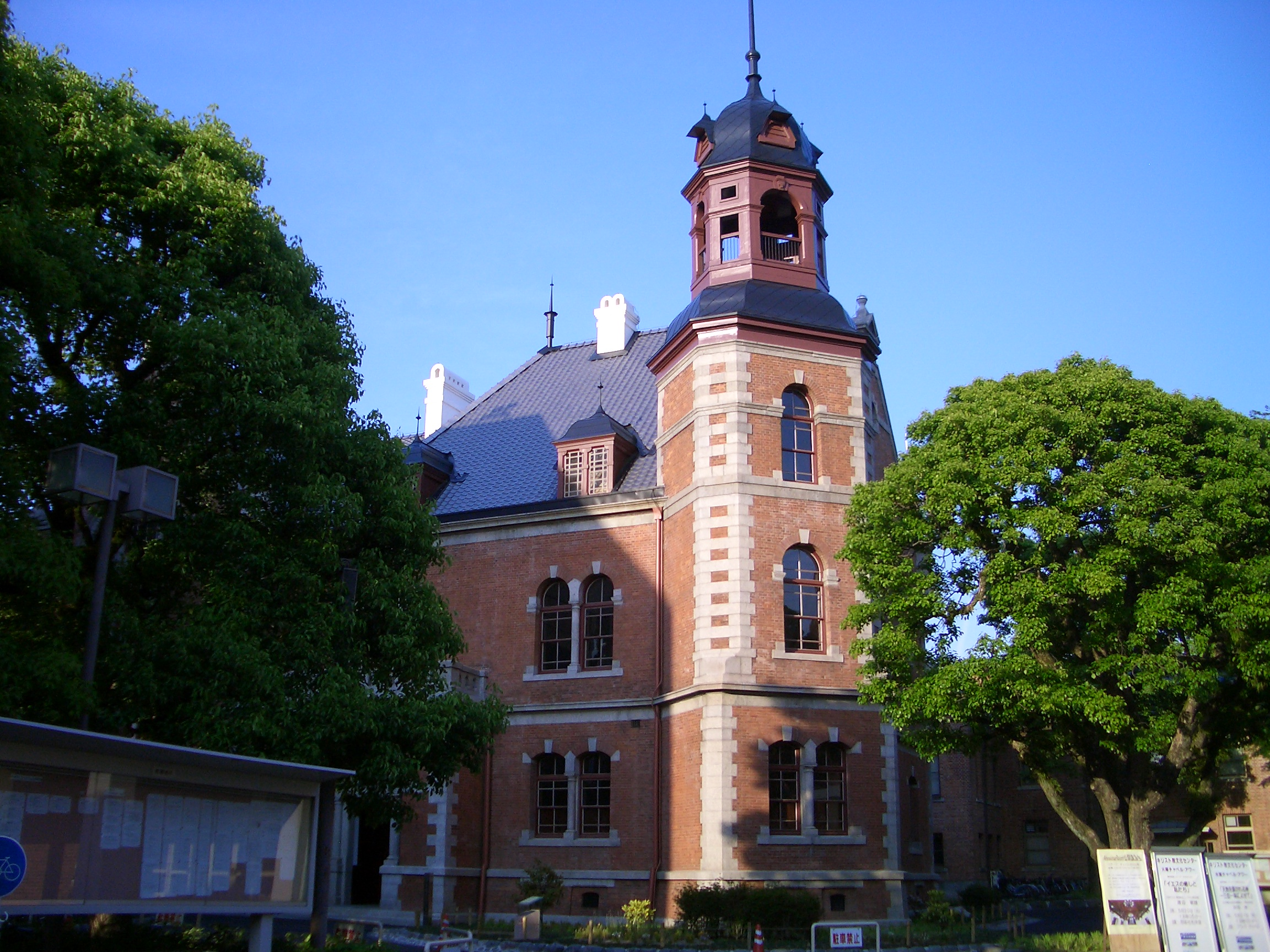
尖塔の上のキューポラ 同志社大学今出川キャンパスクラーク記念館（京都府）
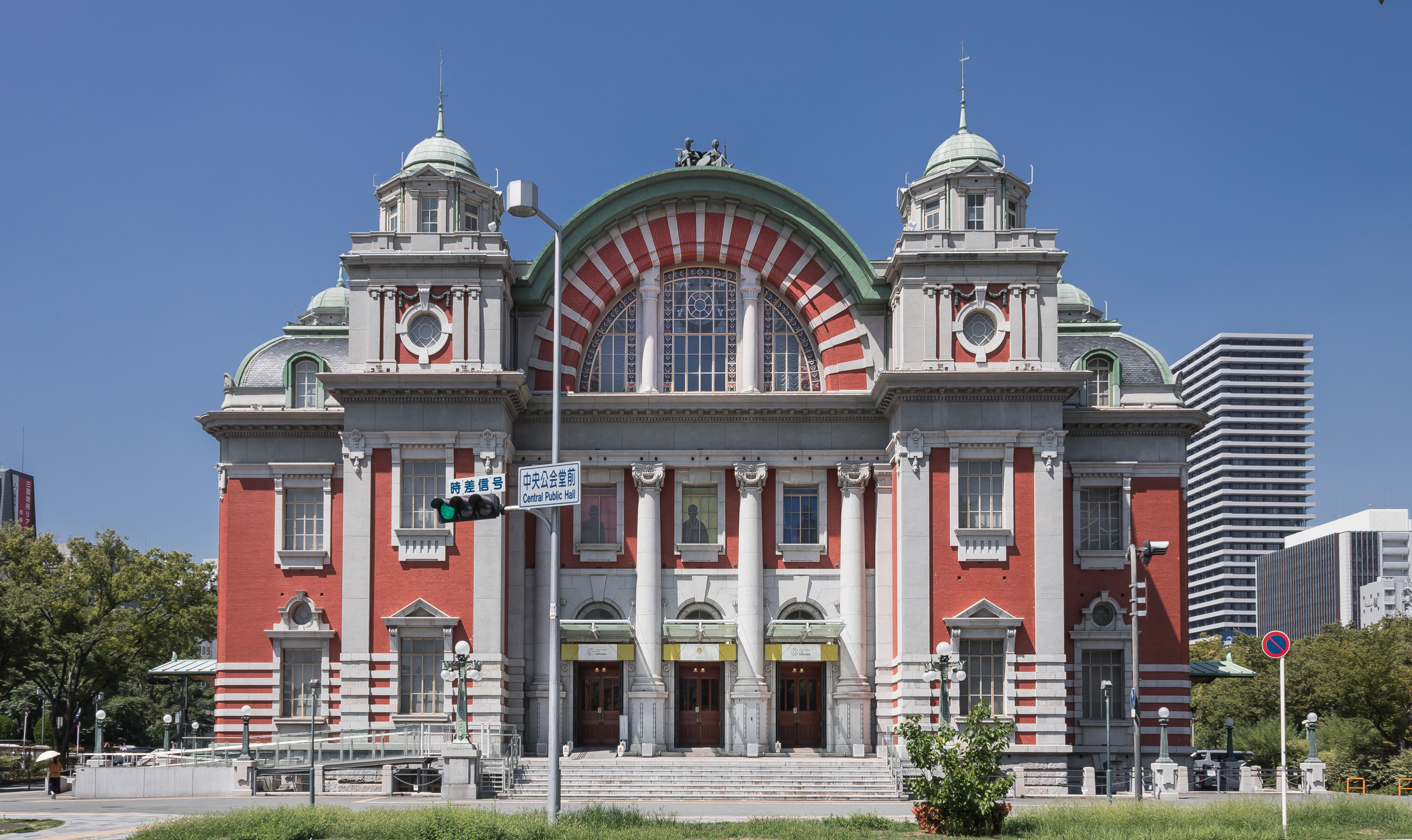
屋上のキューポラ 大阪市中央公会堂（大阪府）
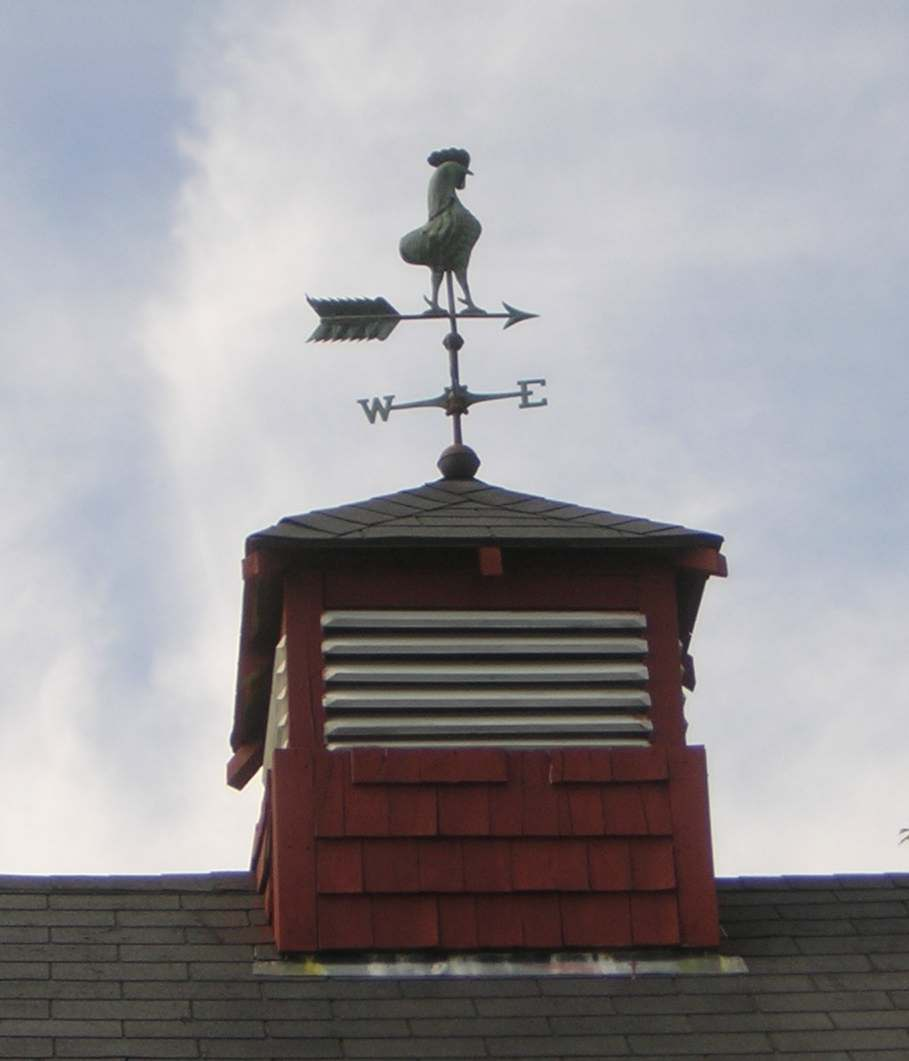
屋根の上の換気用キューポラ マサチューセッツ州の古い納屋（アメリカ合衆国）

## その他のキューポラ
北米の鉄道の車掌車（カブース）の屋上部に設置された列車監視のための四角いドーム状の小屋もキューポラと呼ばれる。
一部の装甲戦闘車両はキューポラと呼ばれる操縦室を持つ。これは強化ガラスが装着された一段高いドームまたは円柱で、車両の周囲360度の視界を提供する。
欧州宇宙機関 (ESA) はキューポラという、国際宇宙ステーション (ISS) の観測用モジュールを建造している。

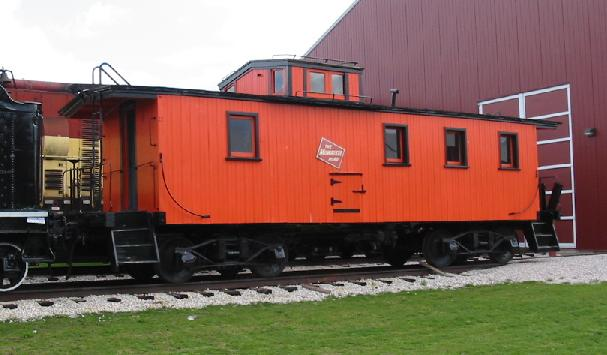
キューポラを有する車掌車
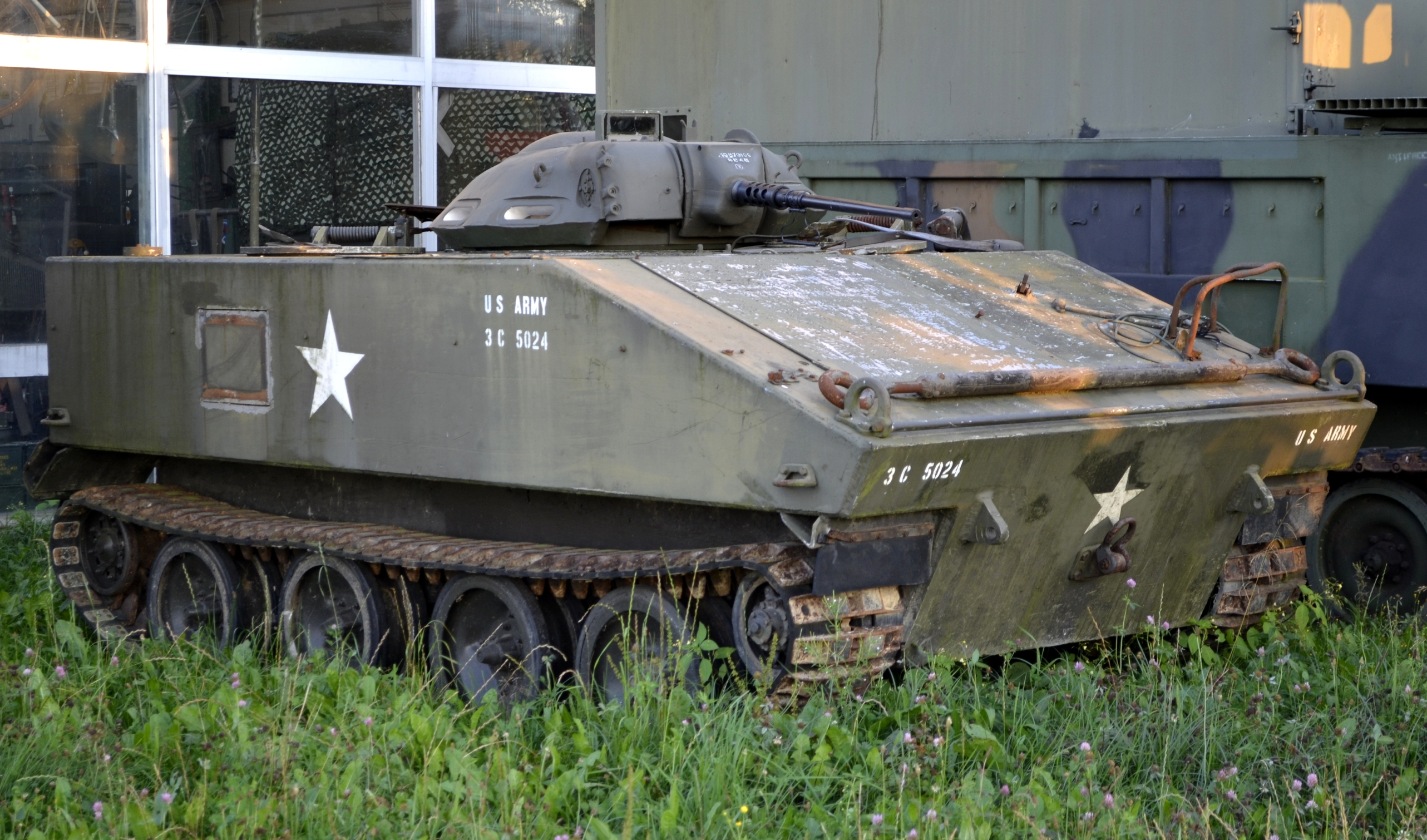
キューポラを有する装甲戦闘車両
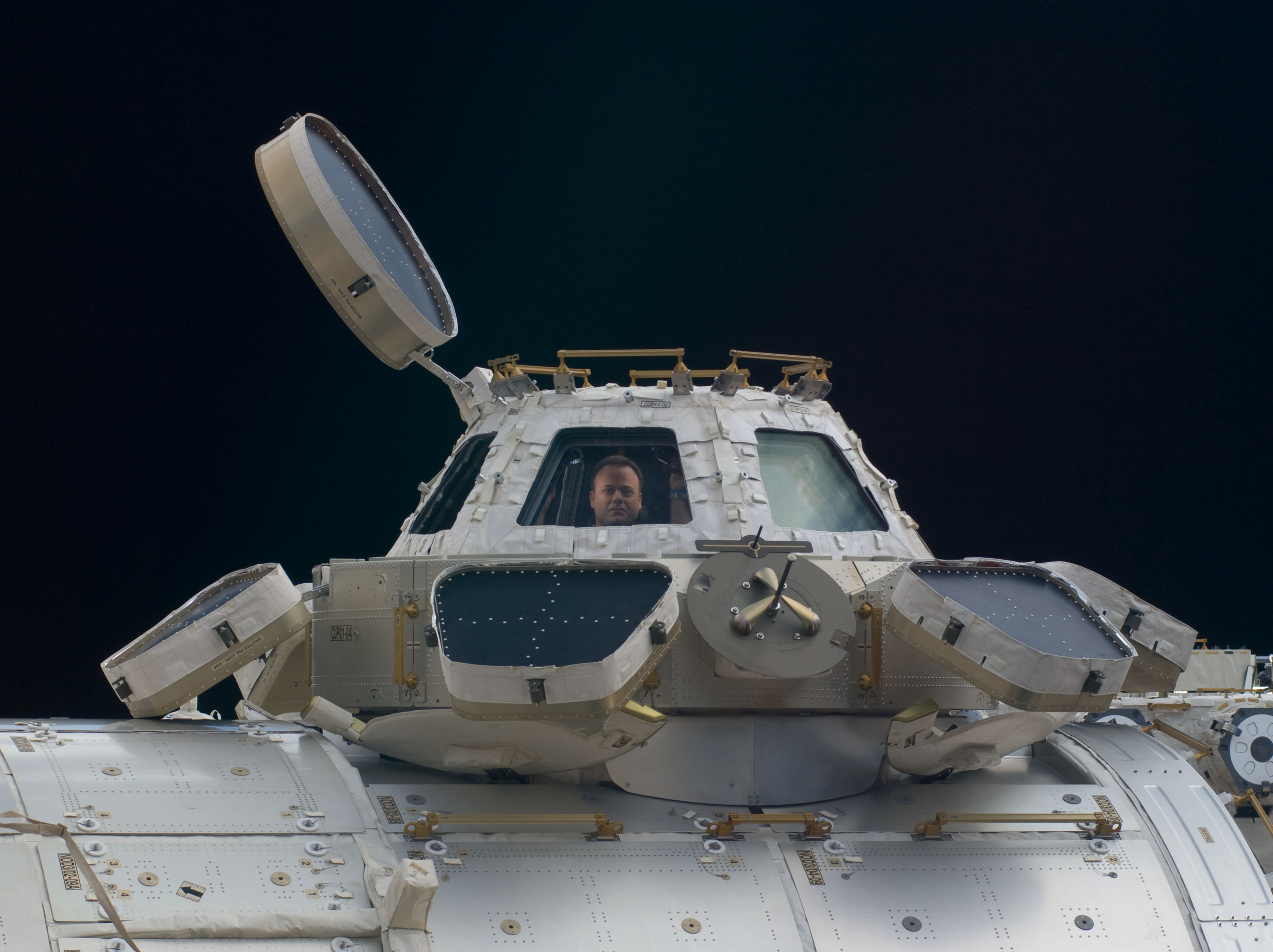
国際宇宙ステーションのキューポラ